# Кызыл-Сууский аильный округ
Кызыл-Сууский аильный округ (аймак) — административная единица в Джети-Огузском районе Иссык-Кульской области Кыргызстана.
Код COATE — 41702 210 850 00 0

## Население
По данным переписи 2022 года, в аильном округе проживало 17 566 человек.

## Известные жители
- Андрей Алексеевич Титов — наводчик противотанкового ружья 4-го эскадрона 60-го гвардейского кавалерийского полка 16-й гвардейской Черниговской кавалерийской дивизии, сформированной в декабре 1941 года в городе Уфе, как 112-я Башкирская кавалерийская дивизия, 7-го гвардейского кавалерийского корпуса 61-й армии Центрального фронта, гвардии ефрейтор, Герой Советского Союза.
- Забиров, Рашид Джамалиевич — советский географ, гляциолог, организатор науки. Директор Тянь-Шанской физико-географической станцией АН Киргизской ССР. Автор и редактор научных статей и монографий.
- Бондарев, Лев Георгиевич — советский и русский географ, доцент географического факультета МГУ. Специалист в области четвертичной геологии, геоморфологии, палеогеографии и геоэкологии. Занимался широким кругом научных вопросов от палеогеографии плейстоцена и гляциологии до проблемы воздействия производственной деятельности человека на природу. Участник многих экспедиций в горные районы Средней Азии. Автор более 200 научных статей и 15 монографий.
- Второв, Пётр Петрович — советский учёный-биогеограф, эколог, зоолог и деятель охраны природы. Основал новое направление научных исследований — синтетическая биогеография. Разработал научную концепцию создания эталонных участков биосферы. Автор учебников, определителя птиц и научных монографий.
- Перешкольник, Соломон Львович — российский зоолог, герпетолог, эколог, биогеограф, активист охраны природы и популяризатор науки. Ведущий зоолог научно-просветительского отдела (бывший Лекторий) Московского зоопарка. Автор и редактор научных и научно-популярных статей, книг, энциклопедий, фильмов и диафильмов по зоологии и биогеографии.
- Григорий Ефимович Конкин — стрелок 4-й роты 2-го батальона 1075-го стрелкового полка 316-й стрелковой дивизии 16-й армии Западного фронта, рядовой, Герой Советского Союза. Награждён орденом Ленина.

## Административное деление
В состав Кызыл-Сууского аильного округа ныне входят населённые пункты:
- Покровка
- Жалгыз-Орюк
- Кайнар
- Покровская Пристань

## Галерея

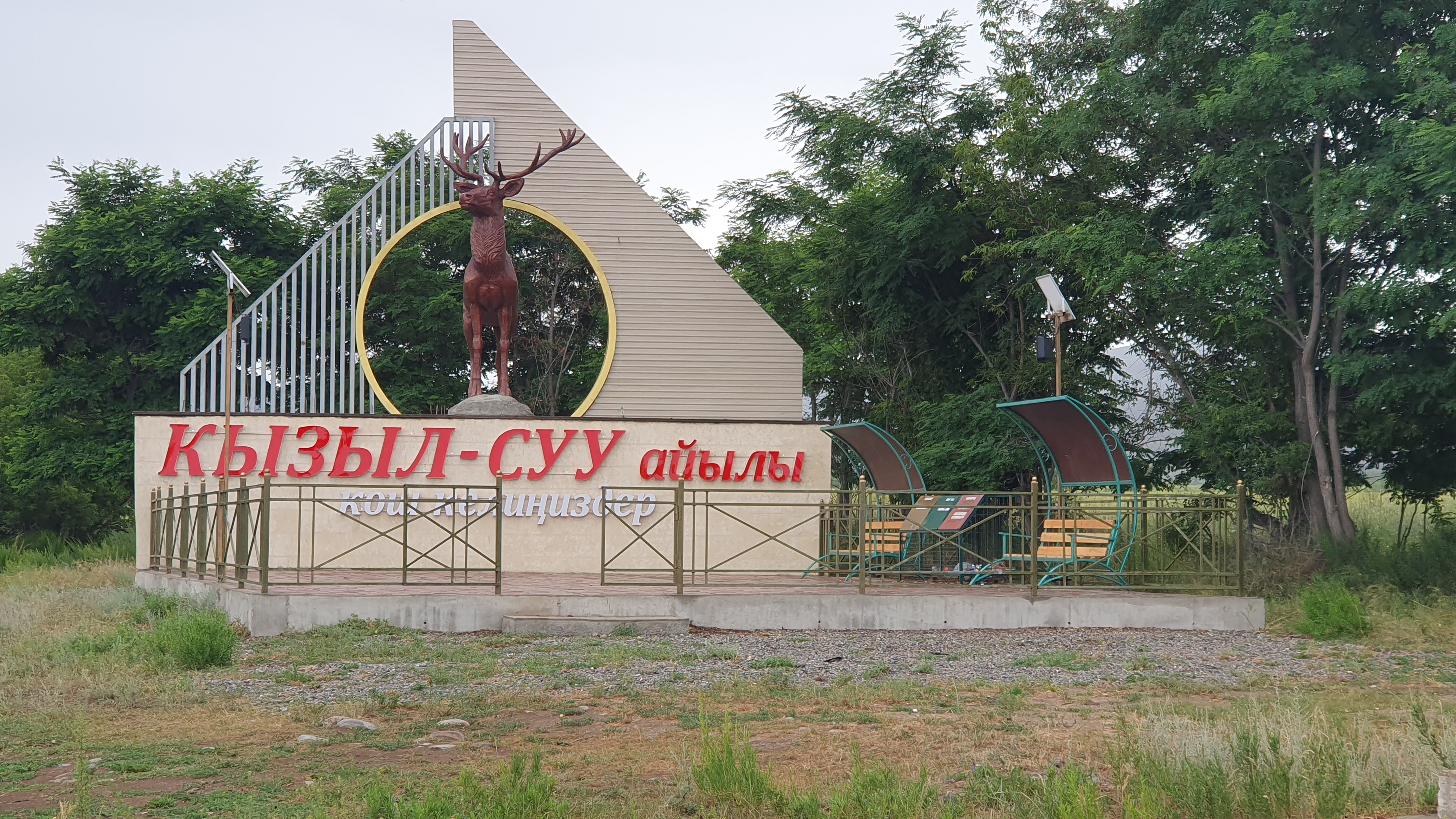
Статуя оленя в селе Кызыл-Суу (символика племени Бугу
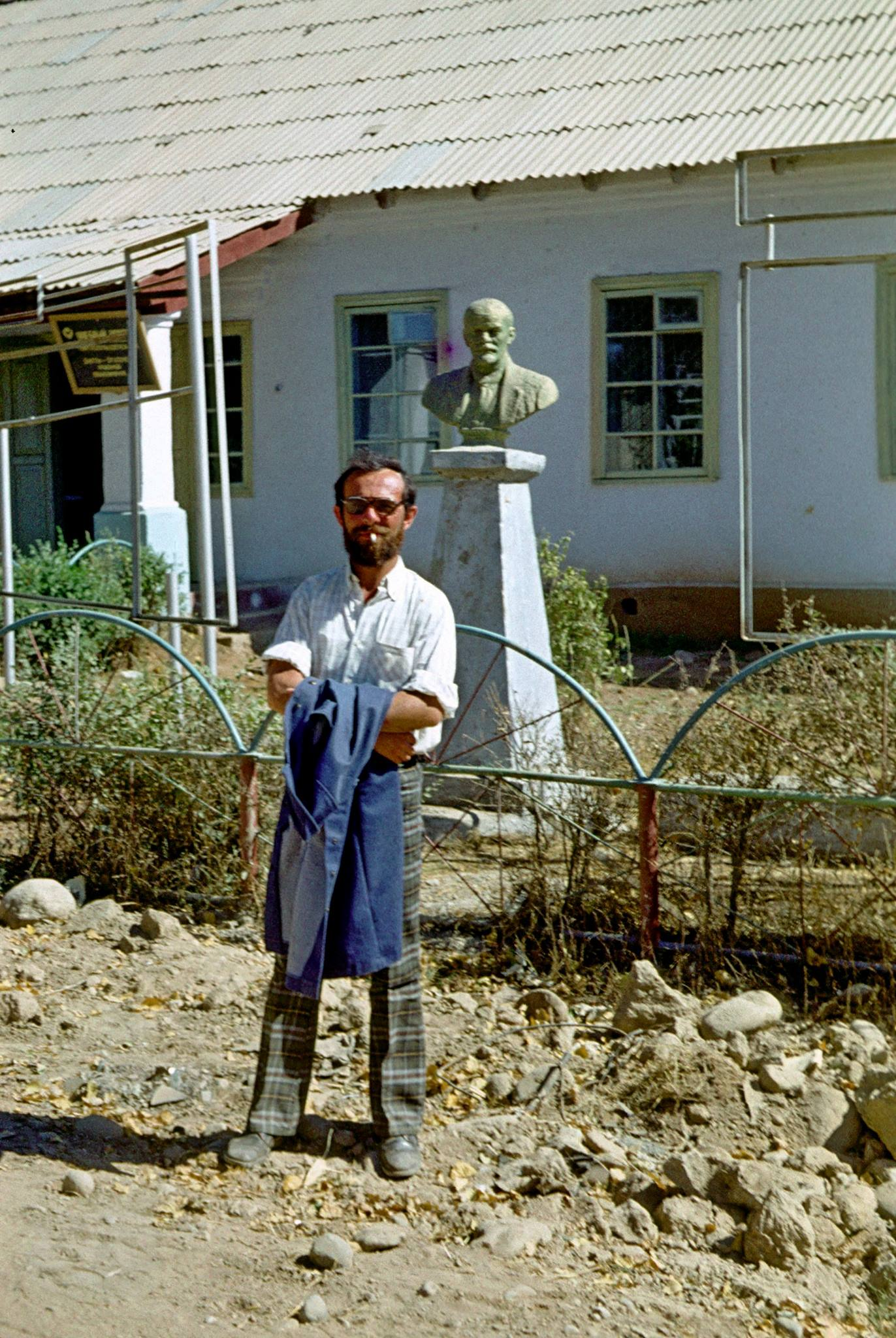
Почта в селе Покровка, С. Л. Перешкольник
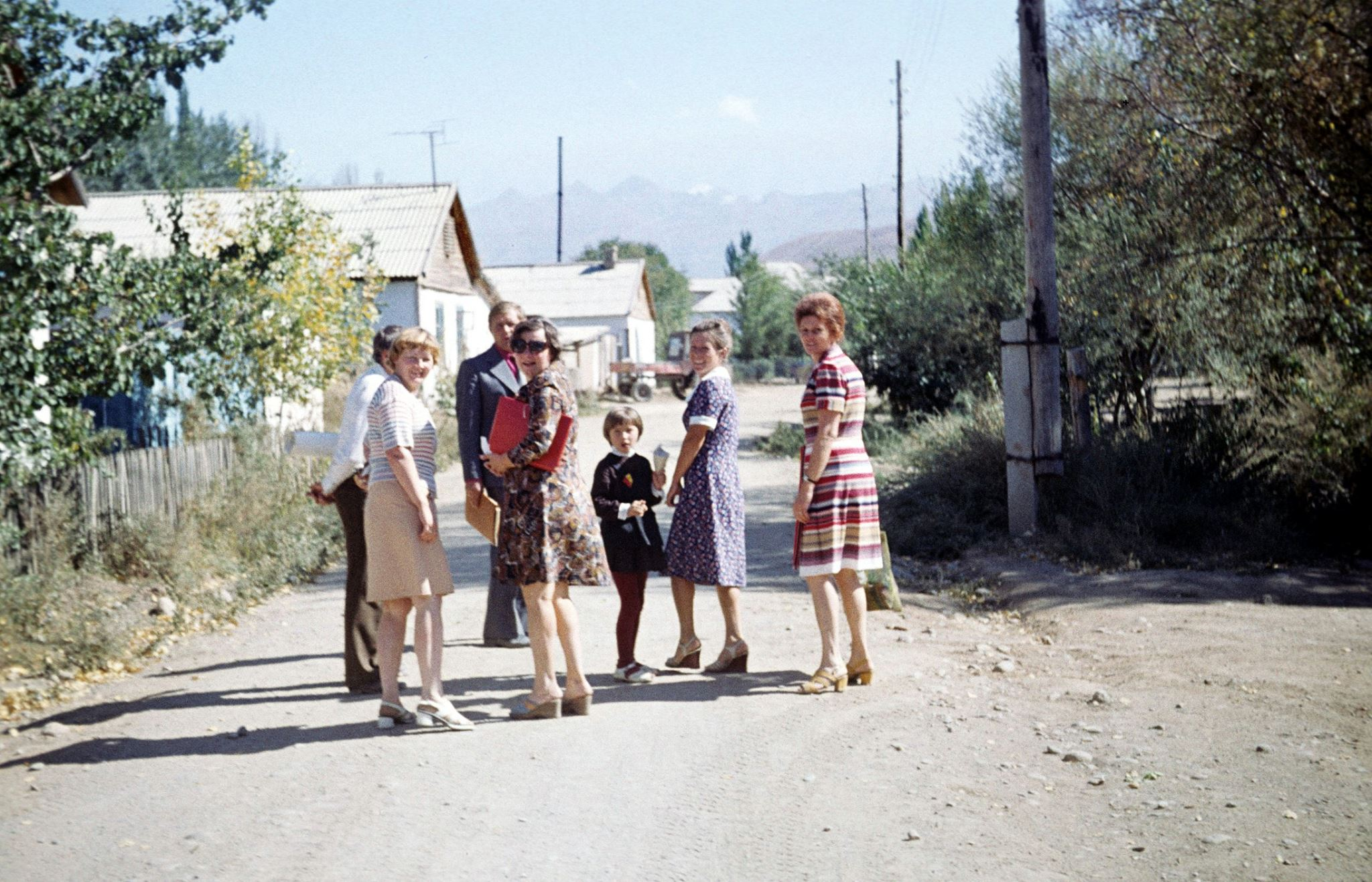
Покровка, 1978
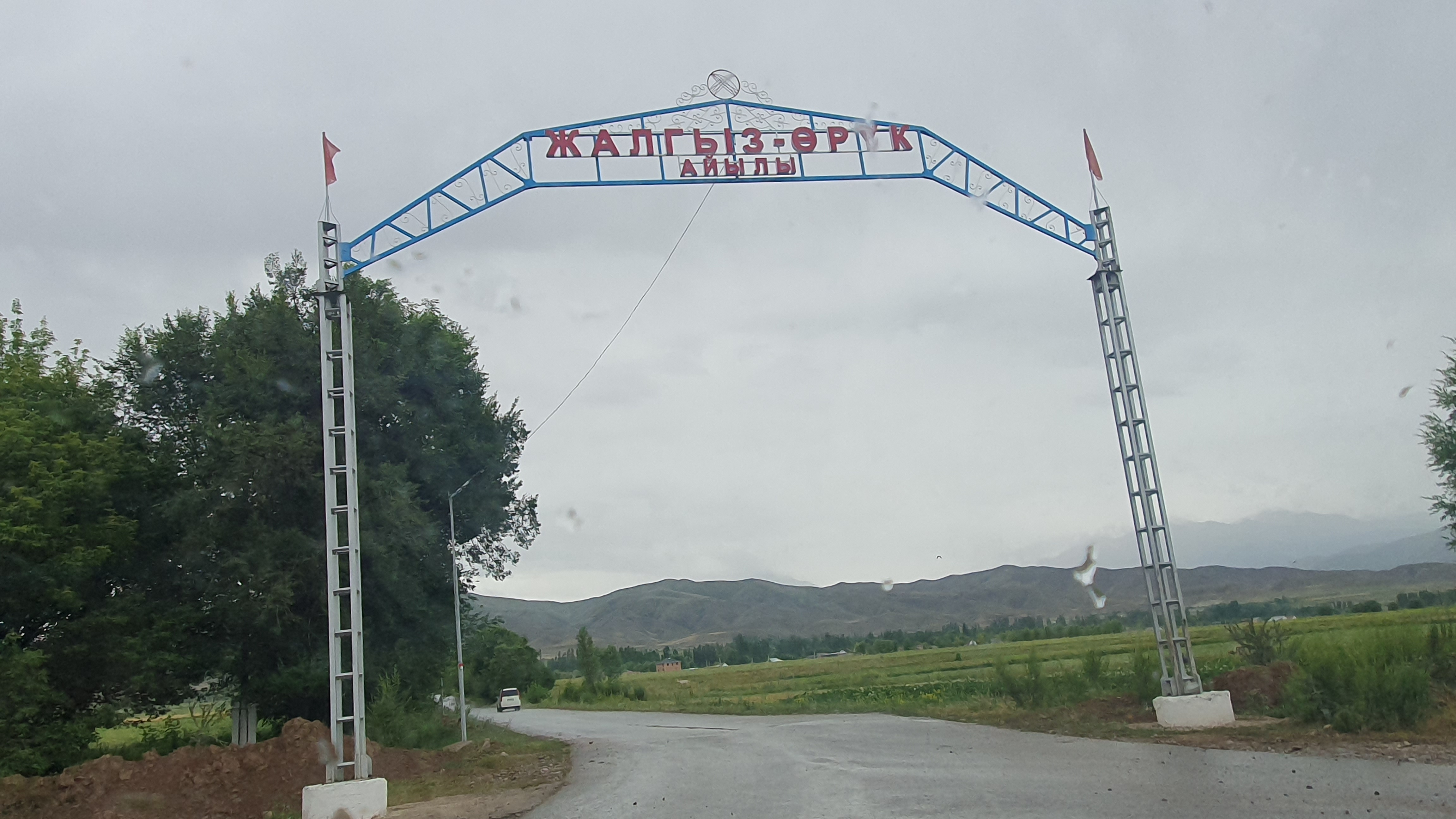
Въезд в село Жалгыз-Орюк

## Примечание
1. ↑  Государственный классификатор система обозначений объектов административно-территориальных и территориальных единиц Кыргызской республики. Архивная копия от 18 марта 2018 на Wayback Machine — Бишкек: Национальный статистический комитет Кыргызской республики, 2017.
2. ↑  Численность населения областей, районов, городов, поселков городского типа, айылных аймаков и айылов (сел) Кыргызской Республики Архивная копия от 10 ноября 2021 на Wayback Machine (на 2022 год).